# U 75 (U-Boot, 1940)

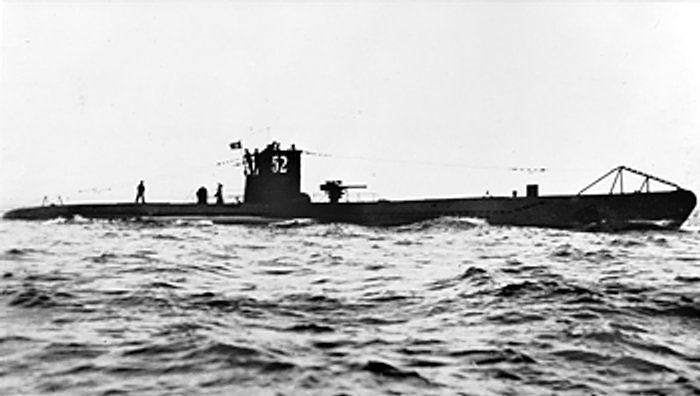
Bild des U52, welches wie U75, ein Boot des Typs VII B war.

U 75 war ein deutsches U-Boot vom Typ VII B, das im Zweiten Weltkrieg von der deutschen Kriegsmarine eingesetzt wurde.

## Geschichte
Der Auftrag für das Boot wurde am 2. Juni 1938 an die Vegesacker Werft in Bremen vergeben. Die Kiellegung erfolgte am 15. Dezember 1939, der Stapellauf am 18. Oktober 1940. Die Indienststellung unter Kapitänleutnant Helmuth Ringelmann fand schließlich am 19. Dezember 1940 statt. Das Boot führte, wie die meisten deutschen U-Boote dieser Zeit, ein Zeichen am U-Boot-Turm: Den sogenannten „Stier von Scapa Flow“, der an den Angriff Günther Priens auf den britischen Kriegshafen in Scapa Flow erinnerte und das Flottillenzeichen der 7. U-Flottille war, der U 75 von Dezember 1940 bis Oktober 1941 angehörte.
Kommandant Ringelmann führte U 75 während seiner Dienstzeit auf fünf Unternehmungen, auf denen er sieben Schiffe mit einer Gesamttonnage von 38.628 BRT versenken konnte.

## Einsatzstatistik
Das Boot gehörte nach seiner Indienststellung am 19. Dezember 1940 bis zum 31. März 1941 als Ausbildungsboot zur 7. U-Flottille in Kiel. Nach der Ausbildungszeit wurde U 75 vom 1. April 1941 bis Oktober 1941 als Frontboot bei der 7. U-Flottille eingesetzt und in St. Nazaire stationiert. Vom Oktober 1941 bis zu seiner Versenkung am 28. Dezember 1941 gehörte das Boot zur 23. U-Flottille in Salamis.

### Erste Unternehmung
Das Boot lief am 10. April 1941 um 12.00 Uhr von Kiel aus und lief am 12. Mai 1941 um 20.05 Uhr in St. Nazaire ein. Auf dieser 33 Tage dauernden und zirka 5.300 sm über und 255 sm unter Wasser langen Unternehmung in den Nordatlantik und südwestlich von Island wurde ein Schiff mit 10.146 BRT versenkt.
- 29. April 1941: Versenkung des britischen Dampfers City of Nagpur (Lage) mit 10.146 BRT. Der Dampfer wurde durch drei Torpedos versenkt. Er hatte 2.184 t Stückgut sowie 274 Passagiere an Bord und befand sich auf dem Weg von Glasgow über Freetown nach Natal, Bombay und Karatschi. 15 Crewmitglieder und ein Passagier wurden getötet, 179 Crewmitglieder und 273 Passagiere wurden gerettet.

### Zweite Unternehmung
Das Boot lief am 29. Mai 1941 um 18.50 Uhr von St. Nazaire aus und lief am 3. Juli 1941 um 14.10 Uhr wieder dort ein. Auf dieser 35 Tage dauernden und zirka 6.850 sm über und 88 sm unter Wasser langen Unternehmung in den Nordatlantik, wurde drei Schiffe mit 19.554 BRT versenkt.
- 3. Juni 1941: Versenkung des niederländischen Dampfers Eibergen (Lage) mit 4.801 BRT. Der Dampfer wurde durch zwei Torpedos versenkt. Er fuhr in Ballast und war auf dem Weg vom Tyne nach Pepel (Sierra Leone). Das Schiff gehörte zum Konvoi OB-327 mit 46 Schiffen. Es gab vier Tote und 35 Überlebende.
- 3. Juni 1941: Versenkung des britischen Tankers Inversuir (Lage) mit 9.456 BRT. Der Tanker wurde durch zwei Torpedos versenkt. Er fuhr in Ballast und war auf dem Weg von Stanlow nach Aruba. Das Schiff gehörte zum Konvoi OB-327. Es gab keine Verluste und 45 Überlebende.
- 25. Juni 1941: Versenkung des britischen Dampfers Brockley Hill (Lage) mit 5.297 BRT. Der Dampfer wurde durch einen Torpedo versenkt. Er hatte 7.000 t Getreide geladen und befand sich auf dem Weg von Montreal über Sydney nach London. Das Schiff gehörte zum Konvoi HX-133 mit 57 Schiffen. Es gab keine Verluste und 42 Überlebende.

### Dritte Unternehmung
Das Boot lief am 29. Juli 1941 um 19.45 Uhr aus und lief am 25. August 1941 um 19.10 Uhr wieder dort ein. Auf dieser 27 Tage dauernden und zirka 5.290 sm über und 167 sm unter Wasser langen Unternehmung in den Nordatlantik und westlich des Nordkanals, wurden zwei Schiffe mit 9.927 BRT versenkt.
- 5. August 1941: Versenkung des britischen Dampfers Harlingen (Lage) mit 5.415 BRT. Der Dampfer wurde durch einen Torpedo versenkt. Er hatte 8.000 t Nahrungsmittel geladen und war auf dem Weg von Lagos und Freetown (Sierra Leone) nach Liverpool. Das Schiff gehörte zum Konvoi SL-81 mit 18 Schiffen. Es gab zwei Tote und 44 Überlebende.
- 5. August 1941: Versenkung des britischen Dampfers Cape Rodney (Lage) mit 4.512 BRT. Der Dampfer wurde durch einen Torpedo versenkt. Er hatte Palmkerne, Erdnüsse sowie Manganerz geladen und befand sich auf dem Weg von Lagos (Nigeria) über Freetown (Sierra Leone) nach London. Das Schiff war ein Nachzügler des Konvoi SL-81. Es gab keine Verluste, 39 Überlebende.

### Vierte Unternehmung
Das Boot lief am 27. September 1941 um 19.10 Uhr von St. Nazaire aus und lief am 2. November 1941 um 12.00 Uhr in Salamis ein. Auf dieser 36 Tage langen und zirka 5.500 sm über und 302 sm unter Wasser langen Unternehmen, auf dem es den Durchbruch durch die Straße von Gibraltar schaffte und im östlichen Mittelmeer operierte, wurden zwei Leichter mit zusammen 744 BRT versenkt.
- 12. Oktober 1941: Versenkung des britischen Landungsbootes HMS LCT-A 2 mit 372 BRT. Das Landungsboot wurde durch Artillerie und einen Torpedo versenkt.
- 12. Oktober 1941: Versenkung des britischen Landungsbootes HMS LCT-A 7 mit 372 BRT. Das Landungsboot wurde durch Artillerie versenkt.

### Fünfte Unternehmung
Das Boot lief am 22. Dezember 1941 von Salamis aus und wurde am 28. Dezember 1941 versenkt. Auf dieser sechs Tage dauernden Unternehmung im Mittelmeer, wurde ein Schiff mit 1.587 BRT versenkt.
- 28. Dezember 1941: Versenkung des britischen Dampfers Volo (Lage) mit 1.587 BRT. Der Dampfer wurde durch einen Torpedo versenkt. Er fuhr in Ballast und war auf dem Weg von Tobruk nach Alexandria. Das Schiff gehörte zum Konvoi TA 6.[2] Es gab 38 Tote und 14 Überlebende.

Mit dem letzten Funkspruch, der von U 75 abgesetzt wurde, meldete Kommandant Ringelmann, zwei Schiffe versenkt, und ein weiteres beschädigt zu haben. Bestätigt wurde später lediglich die Versenkung der Volo.

## Verbleib
Am 28. Dezember 1941 wurde U 75 im Mittelmeer bei Marsa Matruh durch Wasserbomben des britischen Zerstörers Kipling auf der Position 31° 50′ N, 26° 40′ O im Marine-Planquadrat CO 9238 versenkt. 14 Besatzungsmitglieder kamen dabei ums Leben, 30 konnten gerettet werden.
U 75 verlor während seiner Dienstzeit bis zu seiner Versenkung keine Besatzungsmitglieder.